# Карачун (село)
Карачу́н — село в Україні, у Рівненському районі Рівненської області. Населення становить 44 особи.

## Історія
В кінці XIX століття в слободі Карачун, Рівненського повіту, Березенської волості було 40 будинків і 256 жителів.

## Населення
За переписом населення 2001 року в селі мешкали 43 особи. 100 % населення вказало своєї рідною мовою українську мову.

## Символіка
Герб: щит розтятий і перетятий на 4 поля, 1-е - червоне, 2-е і 3-є - срібні, а 4-е - чорне, у центрі - лапчастий хрест у срібно-червоно- чорно-срібних кольорах.
Прапор: квадратне полотнище, яке складається з чотирьох рівновеликих квадратних полів, верхнє від древка червоне, нижнє з вільного краю - чорне, два інші - білі, у центрі - лапчастий біло-червоно- чорно-білий хрест.
Хрест і червоне поле підкреслюють розташування села на Волині. Чорне поле вказує на одну із версій про походження села від слова «карачун», пов’язаного із різдвяним циклом обрядів і вірувань у слов’янській міфології та зимовим сонцеворотом, а також уособлює першу частину слова «кара», що означає «чорний», символізує перехід від темряви до світла. Срібне поле є символом чистоти і порядності.